# Referendos no Brasil
A Constituição Brasileira de 1988 prevê, em seu artigo 14, que o povo poderá exercer a democracia direta de três maneiras distintas, que são: plebiscito; referendo e iniciativa popular.
O Brasil, em sua história, realizou 4 plebiscitos, sendo que um deles só foi aplicado no estado do Acre no dia 31 de outubro de 2010 para escolher seu novo horário e o quarto foi realizado no dia 11 de dezembro de 2011 no estado do Pará.

## 1963
O Brasil já realizou um plebiscito sobre o sistema de governo, em 6 de janeiro de 1963, durante o Governo João Goulart. O país havia adotado o parlamentarismo pouco depois que Jango assumira a presidência, em 7 de setembro de 1961, mas a maioria dos eleitores preferiu retornar ao sistema presidencialista.

## 1993
O plebiscito de 21 de abril de 1993 sobre a forma de governo e o sistema de governo no Brasil (monarquia parlamentar ou república; parlamentarismo ou presidencialismo) é usualmente confundido com um referendo. Na ocasião, a maior parte do povo brasileiro optou por manter o regime republicano e o sistema presidencialista.

## 2005
Em 23 de outubro de 2005 foi realizado um referendo sobre a proibição da comercialização de armas de fogo e munições, com vistas à aprovação ou não do disposto no art. 35 da Lei nº 10.826, de 23 de dezembro de 2003, conhecida como Estatuto do desarmamento. Nesta consulta, a maioria do eleitorado preferiu votar pelo "não", isto é, contra a proibição.

## 2010
Em 31/10/10 foi escolhido no Acre o novo horário para o estado. Os acreanos decidiram optar pelo antigo horário que é menos duas horas em relação ao horário de Brasília

## 2011
Em 11 de dezembro de 2011, foi realizado um plebiscito, somente no estado do Pará, sobre a aprovação ou não da divisão do estado em três, sendo eles: o próprio Pará, Carajás e Tapajós. A população votou contra a criação dos dois novos estados.

## 2014
O plebiscito sobre a criação de dois distritos em Campinas ocorreu no referido município em 05 de outubro de 2014, que decidiu pela elevação das regiões de Ouro Verde e Campo Grande à condição de distritos administrativos.